# Castell de Cabdet

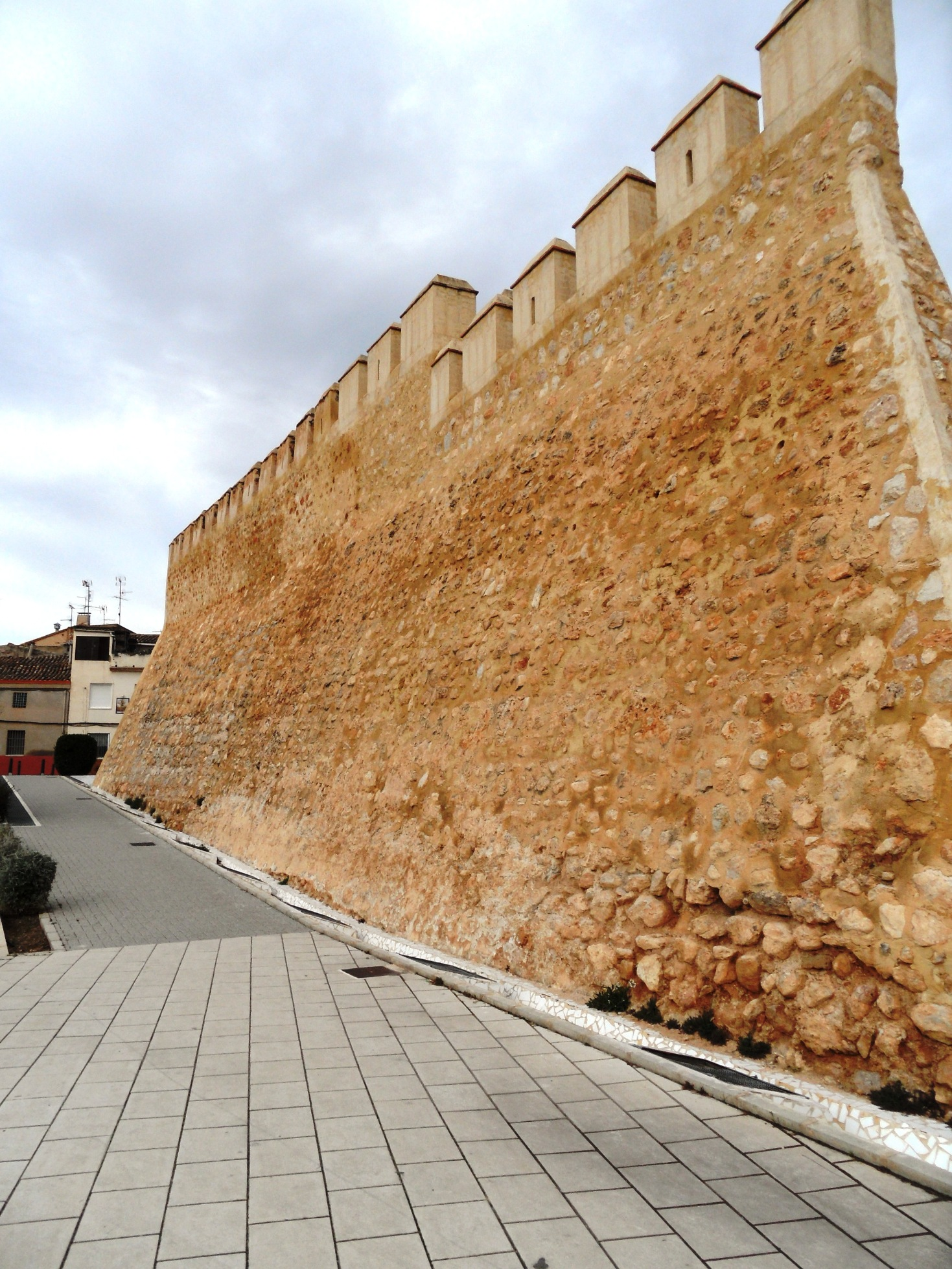
Mur oest del castell.

El Castell de Cabdet es troba a la localitat albacetenya de Cabdet, al barri de la Vila.

## Història
Es tracta d'una antiga fortalesa d'origen andalusí, aixecada sobre un petit turó al centre de l'actual població. La fortalesa original es va aixecar al segle xii a l'extrem nord-oest del que avui dia és el Barri de la Vila, en el temps que van arribar els almoràvits a l'Àndalus, els quals van ordenar la construcció d'aquesta fortalesa, coneguda durant tota l'Edat Mitjana com "El castell de Cabdet". A 1356 va esclatar la Guerra dels Dos Peres entre Aragó i Castella, i en ser Cabdet localitat fronterera entre aquests dos regnes va ser un dels municipis que més va patir els efectes de la guerra.
Va ser durant aquest conflicte bèl·lic quan el primitiu castell de Cabdet va quedar destrossat en gran part, perdent així els seus originals formes andalusines. A 1369 la guerra va acabar amb la victòria d'Enric II, pel que Castella va córrer amb totes les despeses de les reparacions causades per la guerra, sent el Castell de Cabdet d'aquestes construccions reparades pels castellans. Per això, actualment les restes que han arribat als nostres dies són els que procedeixen de la reconstrucció que es va dur a terme al segle xiv.
El castell de Cabdet va ser abandonat al segle xvi i va ser utilitzat com a cementiri del municipi fins al segle xix, passant llavors a formar part de diverses propietats privades, de cases que es van aixecar annexes a ell. Els propietaris d'aquestes cases van excavar grans forats a la paret del castell per tal d'ampliar els seus propis habitatges, amb la qual cosa van derruir més cada vegada la vella fortalesa cabdetana.

## Descripció i característiques
Una característica d'aquest castell és el gran espai que ocupa l'alambor que s'estén al llarg del parapet meridional, destacant també els merlets. Actualment es conserven trenta-quatre merlets en bon estat, de forma quadrangular, amb acabat en teulat a quatre aigües. Dins del castell hi ha dues torres musulmanes, ambdues de maçoneria. A la torre de Llevant s'observa un engruiximent especial a la paret de més d'un metre, ja que aquesta és la torre que protegia l'accés al castell. El perímetre del castell és de planta poligonal i en total delimita una superfície de 1.800 metres quadrats.
Es van restaurar les restes del castell el 2005, i annex a ell, al setembre de 2004, es va inaugurar un jardí conegut com l'Albacar.